# Luca Mondini
Luca Mondini est un  footballeur italien né le 25 février 1970 à Parme. Il évoluait au poste de gardien de but.

## Biographie
Formé à l'Inter, Luca Mondini joue principalement en faveur de la Spezia, de Vicenza, du Napoli, de la Reggiana et de l'US Cremonese.
Il remporte la Coupe d'Italie en 1997 avec le club de Vicenza et dispute un total de 67 matchs en Serie A.

## Clubs successifs
- 1990-1995 :  Inter Milan
- 1990-1992 :  Spezia (prêt)
- 1992-1993 :  Côme (prêt)
- 1993-1994 :  Andria (prêt)
- 1995-1997 :  Vicenza
- 1997-1998 :  Trévise
- 1998-2001 :  Napoli
- 1999-2000 :  Lazio (prêt)
- 2001-2002 :  Sampdoria
- 2002-2004 :  Reggiana
- 2004-2006 :  Cremonese
- 2007 :  Spezia
- 2007-2008 :  Padova
- 2008-2009 :  Benevento
- 2009-2010 :  Crociati Noceto[1]

## Palmarès
- Vainqueur de la Coupe d'Italie en 1997 avec Vicenza